# Bleacher Report

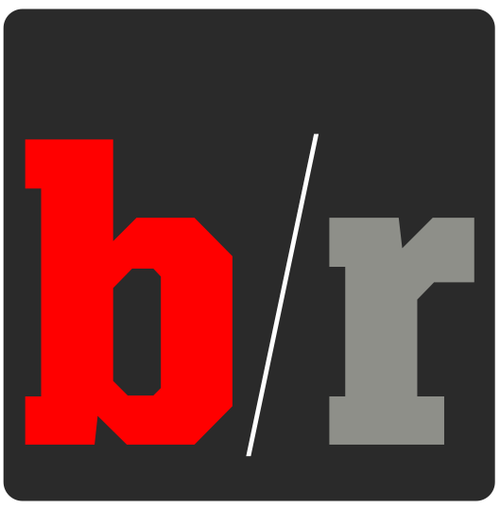

Bleacher Report, auch als B/R bekannt, ist ein US-amerikanisches Sportmagazin, das bis zu 1000 Artikel täglich veröffentlicht. Es wurde 2007 gegründet und von dem Medienunternehmen Turner Broadcasting System (eine Tochtergesellschaft von Time Warner) im August 2012 erworben. Die ungenannte Summe lag angeblich um die 200 Mio. Dollar. CEO Brian Grey leitet das Unternehmen seit Juli 2010. Neben dem Hauptsitz in San Francisco, gibt es noch eine Zweigstelle in New York City.